# Lore Bronner
Lore Bronner (* 26. November 1906 in Karlsruhe; † 2. Juni 2002 in München) war eine deutsche Bühnenleiterin (Lore-Bronner-Bühne in München) und Schauspielerin.

## Leben
In der vom Bayerischen Rundfunk und von Radio Bremen sowie vom Schweizer Rundfunk jeweils in eigenen Fassungen produzierten Kriminalsatire Dickie Dick Dickens spricht sie die Rolle der geldgierigen Pensionsbesitzerin Mummy Tobo Dutch, deren Pension der Unterwelt von Chicago als Unterschlupf dient. Lore Bronner wirkte ab dem Jahr 1957 als Schauspielerin auch in verschiedenen Film- und Fernsehproduktionen mit. Darunter waren die Fernsehserien Das Kriminalmuseum, Derrick und Forsthaus Falkenau. Nach ihr ist der Lore-Bronner-Preis benannt.
In erster Ehe war sie mit dem Komponisten Alfred Juergensohn verheiratet. Sie ist auf dem Münchner Nordfriedhof beerdigt.

## Filmografie (Auswahl)
- 1957: Die Eintagsfliege
- 1964: Die Teilnahme (Fernsehfilm)
- 1967: Das Kriminalmuseum (Fernsehserie) – Kaliber 9
- 1968: Das Kriminalmuseum (Fernsehserie) – Der Bohrer
- 1976: Zwickelbach & Co. (Fernsehserie)
- 1979: Esch oder Die Anarchie (Fernsehfilm)
- 1982: Derrick (Fernsehserie) – Eine Rose im Müll
- 1982: Regentropfen (Fernsehfilm)
- 1984: Die Hermannsschlacht (Fernsehfilm)
- 1991: Die glückliche Familie (Fernsehserie) – S.O.S.
- 1992: SOKO 5113 (Fernsehserie) – Feuer im Herz
- 1993: Forsthaus Falkenau (Fernsehserie) – Zwei Omas sind einfach zuviel
- 1993: Forsthaus Falkenau (Fernsehserie) – Kinderkram
- 1994: Der Fahnder – Der Neue
- 1997: Der Fischerkrieg (Fernsehfilm)
- 1998: Supersingle (Fernsehfilm)